# Tradescantia virginiana

Tradescantia virginiana este o specie de plante cu flori din familia Commelinaceae. Este specia tip de Tradescantia originară din estul Statelor Unite. Este cultivată în mod obișnuit în multe grădini și de asemenea se găsește sălbatic de-a lungul drumurilor și liniilor de cale ferată.

## Descrierea speciei
Această plantă erbacee perenă are frunze simple, alternative, pe tulpini tubulare. Florile cresc vara, în nuante de albastru, violet, magenta sau alb.
În cultură îi plac solurile umede, dar se poate adapta la solurile mai uscate de grădină. Plantele pot fi înmulțite din semințe, dar sunt mai ușor de înmulțit din butași sau divizare.
Tradescantia virginiana se găsește în estul Americii de Nord, la vest de Missouri, la sud până în nordul Carolinei de Sud și Alabama și la nord până în Ontario, Vermont și Michigan. O mare parte din zona nordică, totuși, poate reprezenta mai degrabă plantări în grădină, decât populații sălbatice indigene.